# Mohammed Belkhir

Mohamed Belkhir (2018)

Mohamed Belkhir (* 19. Juni 1994 in Amiens, Frankreich), auch bekannt unter seinem Künstlernamen MB14, ist ein französischer Beatboxer, Sänger, Musiker und Schauspieler.

## Musikalischer Werdegang
Belkhir begann bereits in seiner Jugend mit Rap. Im Alter von etwa zwölf Jahren begann er, Beatboxing zu erlernen. 2015 trat er der Beatbox-Gruppe Berywam bei, mit der als MB14 er 2016 französischer und 2018 auf der fünften Ausgabe der Beatbox Battle World Championship im Astra Kulturhaus (Berlin) Team-Weltmeister im Beatboxing wurde. Im Jahr 2016 erreichte MB14 bei der fünften Staffel von The Voice: La Plus Belle Voix den zweiten Platz. 2021 war er Teilnehmer der All-Stars-Version derselben Show und belegte den dritten Platz. Nach der WM 2018 verließ Belkhir die Crew Berywam, um eine Solokarriere zu starten, und veröffentlichte im selben Jahr sein erstes Album Ambitus. 2023 trat er bei Britain’s Got Talent auf, wo er mit einem Loop-Beatbox-Auftritt den Golden Buzzer bekam und damit direkt in die Semifinals einzog.

## Schauspielkarriere
2022 feierte er sein Schauspieldebüt im Film Ténor von Claude Zidi Jr., in dem er einen jungen Rapper spielt, der seinen Weg zur Operngesang entdeckt. Er sang die Opernszenen selbst und schrieb das Lied zum Abspann. 2024 übernahm er eine Rolle in der Serie Cat’s Eyes.

## Filmografie
- 2022: Ténor
- 2024: Cat’s Eyes (Fernsehserie)

## Auszeichnungen
- 2016: Französischer Meister im Beatboxing (mit der Crew Berywam)
- 2018: Team-Weltmeister im Beatboxing (mit der Crew Berywam)